# Église Notre-Dame de Clumanc
L'église Notre-Dame est une église située à Clumanc, en France.

## Localisation
L'église est située sur la commune de Clumanc, dans le département français des Alpes-de-Haute-Provence.

## Historique
L'édifice est inscrit au titre des monuments historiques en 1980.